# Малі Янгурці
Малі Янгурці́ (рос. Малые Янгурцы, марій. Малые Янгурцы) — присілок у складі Марі-Турецького району Марій Ел, Росія. Входить до складу Марійського сільського поселення.

## Населення
Населення — 3 особи (2010; 5 у 2002).
Національний склад (станом на 2002 рік):
- удмурти — 80 %